# Llacuna de la Universitat Laboral
La llacuna de la Universitat Laboral es troba rodejada pel port de Tarragona, amb el que limita a sud i oest. Al sector nord i est limita amb les àrees edificades de la Universitat Laboral de Tarragona, complex educacional del qual forma part. Es tracta d'una llacuna d'origen artificial realitzada per mitjà de dragats sobre un espai ocupat ancestralment per estanys. S'ubica també a la mateixa desembocadura de la riera de la Boella, amb la qual limita pel seu costat nord-est.
Repassant la història natural de Vila-seca i Tarragona es constata que, ancestralment, l'àrea litoral compresa entre el Racó de Salou i la desembocadura del Francolí era ocupada per extensos prats humits i jonqueres, tamarigars i bosquetons de ribera, llargs cordons de dunes litorals vegetades, savinars litorals, salobrars i grans estanys d'aigües dolces i tranquil·les. A partir de l'Edat Moderna i en especial del segle xviii es produí un procés d'assecatge de les llacunes, amb la doble intenció de millorar la salut pública i de posar en producció unes terres que contribuïen poc a la riquesa dels propietaris. L'assecatge dels principals estanys es produí a partir de 1750 i consistí sobretot en la construcció d'una sèrie de séquies o drenatges que facilitessin l'evacuació de les aigües cap al mar i amb treballs periòdics de manteniment per evitar que la vegetació dificultés la circulació de l'aigua i contribuís a la seva colmatació. L'assecatge de llacunes continuà durant els segles xix i xx i en els anys cinquanta del segle passat la immensa majoria del territori, antigament ocupat pels aiguamolls, s'havia convertit ja en terra de conreu.
El desenvolupament econòmic dels anys 60 i 70 va portar a la zona nous canvis en el territori. D'una banda, els terrenys del terme municipal de Tarragona optaren per un desenvolupament industrial i, d'altra banda, en l'àmbit corresponent al terme municipal de Vila-seca, creixia la urbanització de finalitat turística lligada al nucli de la Pineda.
Referent a la vegetació, aquesta no és molt destacada. Hi predomina un gran canyar al voltant dels marges verticals de la llacuna, a més de força vegetació nitròfila i ruderal. Al seu costat nord es desenvolupa un petit clap de bosc de ribera. S'hi poden observar també petites zones de prats i jonqueres halòfiles mediterrànies (jucetalia maritimi) no molt desenvolupades.
Pel que fa a la fauna, aquests espai hostatja espècies animals d'interès. Pel que fa als animals terrestres, el gripau corredor (Buffo calamita) troba en aquest espai un punt molt important de cria. No obstant, les aus són el grup de major interès. Destaca la importància de l'àrea per a les aus migrants, s'hi ha observat espècies poc comunes al Camp de Tarragona, destacant sobretot les grans concentracions d'ardeids i anàtids: la grua (Grus grus), l'ànec cullerot (Anas clypeata), l'ànec cua-llarg (A. acuta), el xarxet (A. crecca), el xarrasclet (A. querquedula), el martinet ros (Ardeola ralloides), el martinet menut (Ibrobrychus minutus), l'agró roig (Ardea purpurea), martinet de nit (Nycticorax nycticorax), martinet blanc (Egretta garzetta), bernat pescaire (Ardea cinerea), esplugabous (Bubulcus ibis) i, fins i tot, hi ha observacions de flamencs (Phoenicopterus roseus). També s'ha detectat la presència de diferents aus que nidifiquen a l'espai, entre aquestes destaquen el camesllargues (Himantopus himantopus), el cabusset (Tachybaptus rufficollis), que nia en poques àrees del Camp de Tarragona, l'ànec collverd (Anas platyrhynchos) i la polla d'aigua (Gallinula chloropus). També destaca la presència com a hivernants de la cotxa blava (Luscinia svecica), l'àguila calçada (Hieraeetus pennatus') i la tallareta cuallarga (Sylvia undata).
Tot i que es tracta d'un espai amb un estat de conservació baix, destaca el seu aïllament respecte del seu entorn més immediat, la baixa freqüentació i la seva importància com a via de connectivitat entre la zona del Francolí i de la Pineda. L'elevat nombre d'espècies aquàtiques que visiten l'espai fan la llacuna mereixedora de reconeixement com a zona humida.